# Poggio Sant'Ercolano
Poggio Sant'Ercolano (ʾL Poggio in dialetto locale) è una frazione del comune di Gualdo Tadino, in provincia di Perugia.

## Geografia fisica
La frazione si trova 8,45 km a nord-ovest dal centro abitato di Gualdo Tadino, città al cui territorio comunale essa appartiene. L'abitato di Poggio Sant'Ercolano sorge su una collina dell'Appennino Umbro-Marchigiano tra la valle del Chiascio e del fiume Rasina. Il paese è costituito da un nucleo originario posto sulla sommità del colle, detta il Toppo, che include i resti di due delle torri dell'antico castello, e da un abitato più recente situato lungo la Strada delle Piagge, che va a Gualdo Tadino. Dall'abitato di Poggio Sant'Ercolano è possibile scoprire il Monte Cucco, Gubbio, l'Alta Valle del Tevere e il borgo di Pieve di Compresseto, al quale si arriva dalla frazione tramite Via del Cipresso.

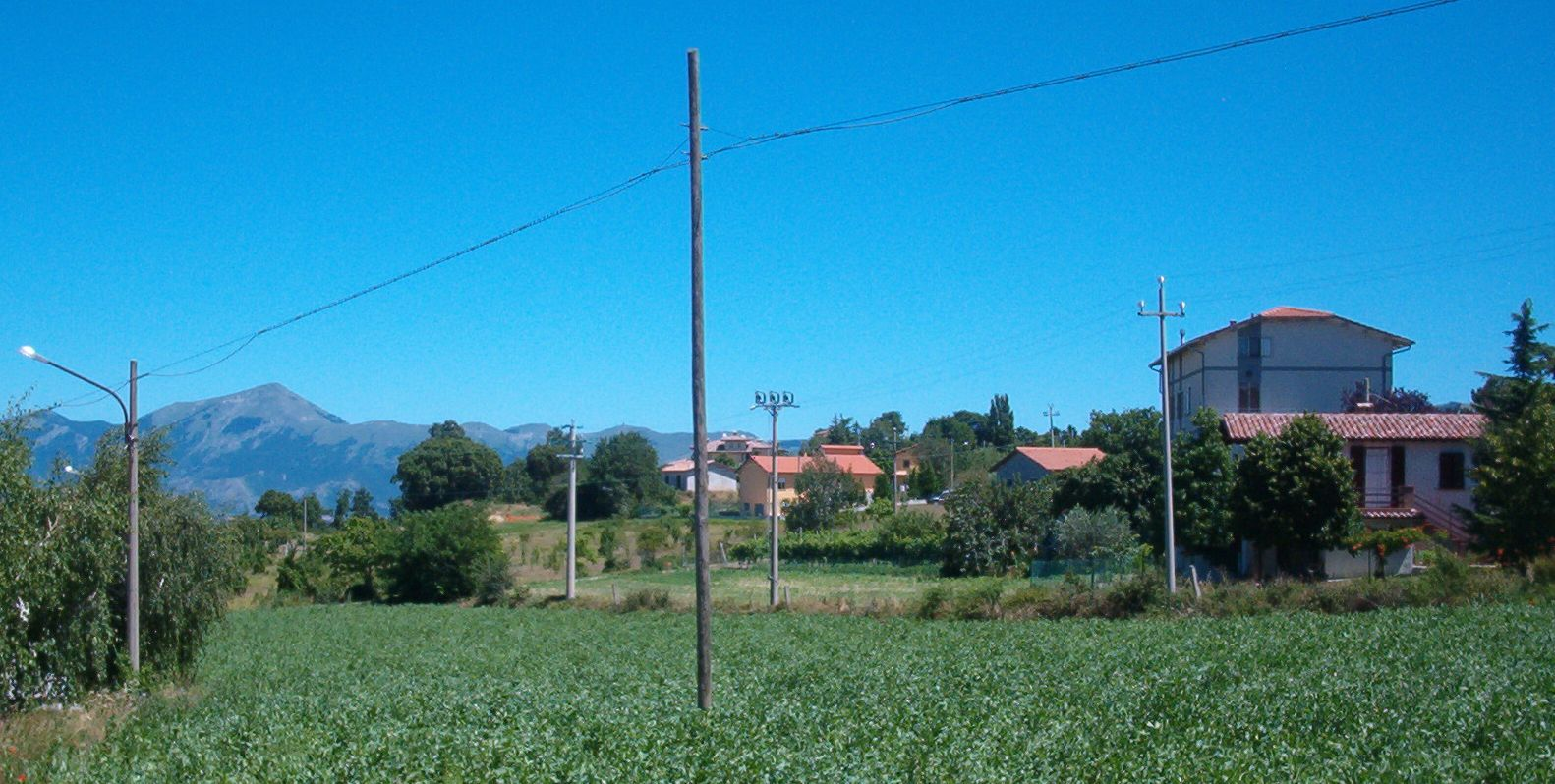
La frazione con il Monte Cucco sullo sfondo

## Popolazione
Ultimamente nella frazione sono stati registrati 86 residenti, una quantità ben maggiore di quella che si aveva negli anni cinquanta-sessanta-settanta-ottanta del Novecento, dopo che una forte emigrazione aveva coinvolto quasi la totalità degli abitanti. Le mete degli emigranti sono state soprattutto paesi dell'Europa centrale come Belgio, Paesi Bassi e Francia, ma anche luoghi relativamente vicini in Italia. Negli ultimi decenni invece si è assistito a Poggio Sant'Ercolano e nei centri vicini ad un ritorno degli emigranti ai luoghi di nascita.
Fino al XIX secolo Poggio Sant'Ercolano ha ospitato un convento di monache di Sant'Apollinare.

## Il Castello
A Poggio Sant'Ercolano oggi si possono vedere i resti di due torri dell'antico Castello omonimo, la cui costruzione dovrebbe essere avvenuta attorno all'Alto Medioevo. Una delle torri è situata a pochi passi dalla sede parrocchiale, mentre l'altra, detta torre Carpinelli, che si pensa fosse il vertice sud-est del Castello, si trova immediatamente dietro all'abitato vecchio.
Grazie agli appunti storici raccolti nel XX secolo dal parroco locale, don Giuseppe Tega, è stato possibile realizzare una pianta del Castello. Secondo questa ricostruzione l'edificio aveva forma rettangolare con i lati maggiori orientati a nord e a sud perpendicolari al corso del sole, e misurava 34 m nei lati maggiori e 24 m in quelli minori; agli angoli aveva quattro torri, alquanto oblique a questi, i lati delle quali misuravano circa 3–4 m. Nonostante le mura e le torri fossero state smantellate più volte nel corso dei secoli, si può dire che la loro altezza non fosse inferiore ai 10 e ai 15 m rispettivamente.
Un approfondimento più recente fatto nel 2000 ha inoltre riportato che il castello dovesse disporre di un sistema di fortificazione chiamato Carbonariae, cioè una specie di doppio fossato che circondava la struttura muraria per tutta la sua lunghezza e che spesso andava ad includere un ponte levatoio in prossimità delle quattro porte principali. Grazie a ciò si è potuto dedurre che il Castello di Poggio Sant'Ercolano avesse soprattutto una funzione difensiva e protettiva in caso di guerre, attacchi o scorrerie. L'utilità del castello non dovrebbe esser venuta meno fino al XV secolo.

## La sede parrocchiale

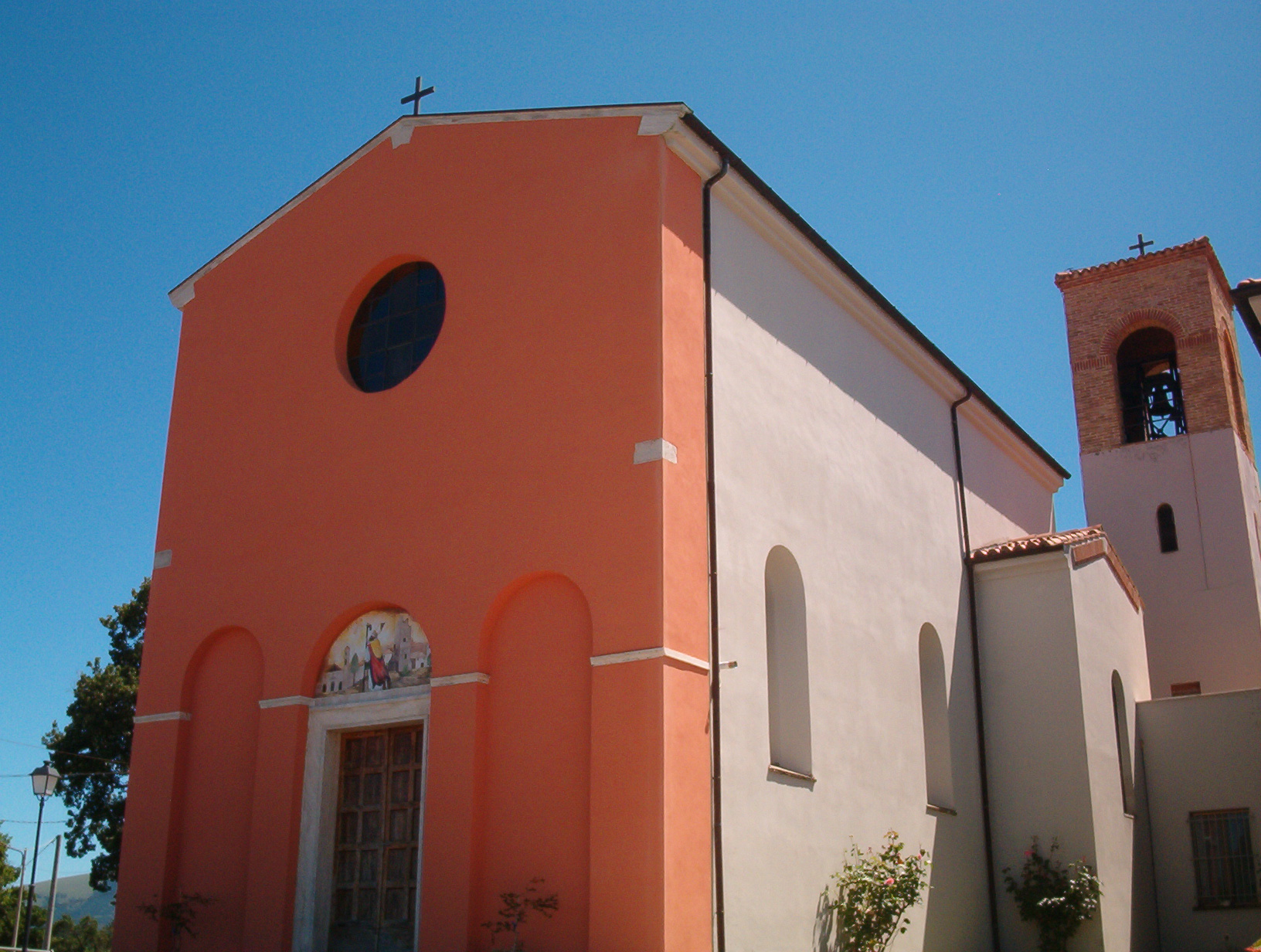
La nuova chiesa della frazione

Le prime testimonianze storiche di una chiesa del Castello di Poggio Sant'Ercolano si hanno nel XV secolo, quando il 1º settembre 1483 un certo Giovanni di Agostino di Cola lasciava tutti i suoi averi alla chiesa locale, dove voleva essere sepolto. A quel tempo l'edificio parrocchiale era davvero molto piccolo e comunicava con una cantina, sopra la quale si trovava l'alloggio del parroco.
Fu solo nel 1640 che per opera del parroco Vincenzo Olivieri la chiesa fu completamente ampliata, coperta da un'ampia volta e fornita di un campanile, il quale fu eretto sopra una delle antiche torri del Castello. Due secoli più tardi venne costruita la sagrestia, in occasione di alcuni lavori di restauro dell'edificio nel 1890.
L'interno della chiesa era suddiviso in un altare maggiore e due altari minori. L'altare maggiore era dedicato al patrono del paese Sant'Ercolano da Perugia, titolare della chiesa, ed era ornato già dal XVIII secolo di un grande quadro in tela raffigurante Sant'Ercolano, Sant'Apollinare, San Michele Arcangelo, San Pietro e la scena dell'Incoronazione della Vergine. Sul muro retrostante all'altare vi era dipinta anche una scena della Madonna col Bambino in braccio, andata però completamente in rovina. I due altari laterali erano dedicati uno a Sant'Apollinare e l'altro al Santissimo Crocifisso. Tra il 1670 e il 1690 quest'ultimo altare venne smantellato e al suo posto ne sorse un altro dedicato a Sant'Antonio di Padova. Infine tra il 1764 e il 1772 l'altare, cambiando nuovamente il suo titolare, venne dedicato alla Vergine Addolorata e vi fu collocata una tela del pittore Bernardi del 1663, raffigurante la Madonna Addolorata con Sant'Egidio, Sant'Antonio e le Anime Sante del Purgatorio. Dal 1754 inoltre le famiglie della parrocchia di Poggio Sant'Ercolano utilizzano un'antica statua della Madonna del Carmelo nei mesi di maggio e giugno per il rito della Peregrinatio Mariae.
Nel 1953 iniziarono i lavori per la costruzione della nuova chiesa, quella che è possibile vedere oggi nella frazione. Tutti gli abitanti di Poggio Sant'Ercolano diedero il loro contributo affinché la vecchia costruzione fosse smantellata e con i materiali recuperati fosse realizzato il nuovo edificio e la casa parrocchiale. I lavori terminarono nel 1956. Nel 1958 iniziarono i lavori che portarono alla realizzazione del complesso antistante la parrocchia definito Il Salone, utilizzato dagli abitanti del paese per le feste e per i momenti di convivialità.
Il nuovo edificio conserva ancora al suo interno la tela del Bernardi e quella raffigurante Sant'Ercolano.

## Eventi religiosi
- A Poggio Sant'Ercolano avvengono alcune tappe della processione della Madonna di Montecamera, che si svolge il primo martedì dopo Pasqua con arrivo a Pieve di Compresseto.
- Il pomeriggio del Sabato Santo a Poggio Sant'Ercolano avviene il rito tradizionale della benedizione della colazione e del pranzo di Pasqua di ogni famiglia della frazione, che viene raccolto nella chiesa.

## Il dialetto

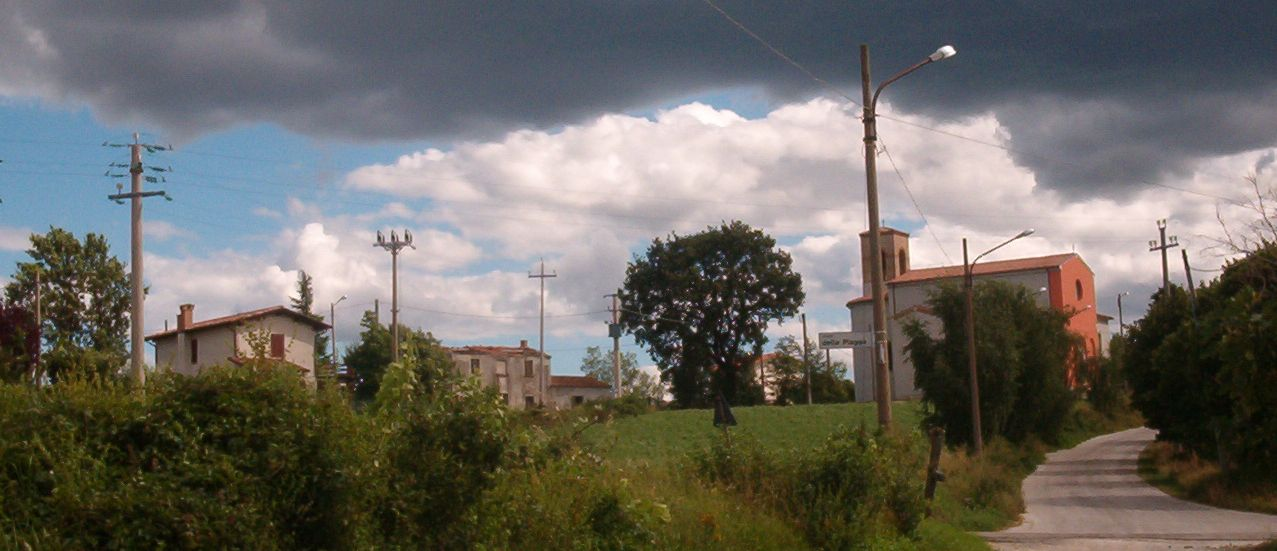
La frazione vista da Via di Cafontana

Nel quadro dei dialetti umbri il dialetto della frazione di Poggio Sant'Ercolano fa parte di un'area intermedia tra perugino-altotiberino e fulginate-nocerino, che comprende anche Gualdo Tadino, influenzata dai dialetti delle Marche centrali. Rispetto al dialetto di Gualdo Tadino la parlata di questa frazione ha delle differenze dovute alla maggiore influenza dei dialetti umbri settentrionali. Ecco alcune caratteristiche del vernacolo di Poggio Sant'Ercolano:
- indistinzione vocalica tra ô (<-o, -ō del latino) e ö (<ū latina), per la quale -o e -u latine sono rese sempre -o, come in toscano e in italiano (es. ditto 'detto' < lat. dictum, omo 'uomo' < lat. homo);
- apertura di alcune delle -i finali in -e (lue < lui, domane < domani, ogge < oggi, nóe < noi), un fenomeno esteso a tutte le -i finali nel dialetto orvietano e presente in maggior misura anche nel gualdese[3];
- assimilazione progressiva ND > nn (quanno < quando), NG > gn (piagne < piange)[3];
- inesistenza dell'articolo/pronome forte lo, rimpiazzato sempre dal debole il ('l scarpone, 'l omo, io 'l porto < io lo porto);
- rafforzativo t- per i complementi indiretti e to- per gli avverbi di luogo ('l porto ta loro < lo porto a loro, tolì < lì, tolaggiù < laggiù)[3];
- desinenze di III persona plurale in -eno/ono per i verbi non contratti (pìeno/pìono, dìceno, sènteno), in -ònno per quelli contratti (ciònno, vònno, dònno, fònno, ènno) all'indicativo presente;
- apocope della I e III persona plurale dei verbi avere ed essere usati come ausiliari (ém' fatto, èn giti)[3];
- inesistenza degli avverbi scì e cuscì (di derivazione centro-marchigiana), che in questa frazione sono rimpiazzati da sì e cusì ma che vengono invece utilizzati a Gualdo Tadino[3].